# احسان حداد
احسان حداد (عربی: إحسَان نَبِيْل فَرحَان حَدَّاد؛ زادهٔ ۵ فوریهٔ ۱۹۹۴) بازیکن فوتبال اهل اردن است.
از باشگاه‌هایی که در آن بازی کرده‌است می‌توان به اشاره کرد.
وی همچنین در تیم‌های ملی فوتبال زیر ۲۳ سال اردن، و اردن بازی کرده‌است.